# 百年千書計畫
「百年千書計畫」是台灣數位出版聯盟於2010年起推動之中文傳統經典書籍轉換成電子書的計畫。推動者將焦點鎖定在 1840 年到 1990 年之間的重要書籍，乃是因為從 1840 年第一次鴉片戰爭起，西洋思潮與知識透過書籍進入到華文世界，帶來巨大的衝擊與改變，推動者希望挑選這一百餘年中 1000 本書目，將轉換格式作為中文電子書加以流通。
百年千畫計畫目前委託Readmoo電子書店營運，除原先由台灣數位出版聯盟製作之公版書外，許多經典著作也已經由出版社重新出版電子書。關於百年千書計劃的詳細源起，可參考計劃發起人詹宏志的著作《百年千書的前世今生》。